# DJ YATSU＝TOMOHIKO
DJ ヤツ トモヒコ 日本のDJ。

## 来歴
97年にDJデビュー。師を中村直 (DJ)に持ち、感動的、情熱的なDJプレイを身上とする。
UNDERLOUNGEにてハードハウス、トランスパーティー「ORANGE」をオーガナイズ、DJを務めた。Produceしたその他のパーティーは、「HITS」（東京、名古屋、大阪、沖縄にてツアーを開催）「GAY PARADISE」「MOMB 男 Cing」。大阪のCLUB 「UNDER LOUNGE」「サザエ (クラブ)」（danceteria SAZA*E）のProduceにも関わり、ZEPP大阪(CLUB RAPTURE)での空間プロデュース及びアーティスト、ドラァグクイーン、performer等のブッキングを担当。
全国展開CLUBイベントの主宰およびレジデンツDJや海外DJのjapanツアーにも多数客演、オーガナイザーを務めた。
ゲイナイトにおいては日本初となる海外DJ（DAVID DEPINO、Johnny Vicious）を招聘。
近年はDJ活動と並行し、クラブミュージック制作に取り組む。

## リリース
JAPANMUSICAGENCYより、HITS PRESENTS UK HARDHOUSECOLLECTION VOL.2 のMIXCD（2002年）
BOMBs' Music Factoryより、Original ＆ REMIX CD [BAGUS!!](バグース!!)（2014年）